# Suska Döpp
Suska Döpp (* 16. Mai 1965 in Braunschweig) ist eine deutsche Journalistin.

## Leben
Nach dem Abitur 1985 am Pascalgymnasium in Münster und einem dreijährigen Aufenthalt in Australien und Südostasien studierte sie von 1988 bis 1997 Judaistik, Neuere Geschichte und Osteuropäische Geschichte an der Universität Köln. Für ihre Magisterarbeit „Jüdische Jugendbewegung in Köln 1906 bis 1938“ erhielt sie den „Köln-Preis“.
Journalistische Erfahrungen sammelte sie zunächst als freie Mitarbeiterin in der Lokalredaktion der Kölnischen Rundschau und bei der evangelischen Kirchenzeitung Der Weg.
Ab Oktober 1999 absolvierte sie ein Volontariat in der Nachrichtenredaktion der Kölnischen Rundschau. Im Jahr 2000 erhielt sie dort zusammen mit ihrem Kollegen Jens Meifert den Theodor-Wolff-Preis in der Kategorie „Lokales“ für den Artikel „Preisnachlass bis zu 23 Prozent“.
Suska Döpp arbeitet für den Newsroom des WDR (Stand November 2021) als Formatverantwortliche für App, Online und Teletext.  Zuvor war sie Referentin des Programmbereichs Internet und bis 2018 stellvertretende Teamleiterin in der Internetredaktion. Als Redakteurin war sie mitverantwortlich für das Portal „Weltreligionen“, das 2008 für den Grimme Online Award nominiert wurde, sowie für das Internetangebot „Klangkiste“ für Kinder, das mit dem Österreichischen Staatspreis (Kategorie: Lernen, Information und Wissen), der Giga-Maus, dem Eyes & Ears Award, dem junge ohren-Preis und dem digita 2010-Preis ausgezeichnet und 2010 ebenfalls für den Grimme Online Award nominiert wurde.

## Veröffentlichungen
- Suska Döpp: Was soll aus uns noch werden? in: Die Jüdische Jugendbewegung. Eine Geschichte von Aufbruch und Erneuerungen, Zentralverband der Juden in Deutschland (Hrsg.), Hentrich & Hentrich, 2021. ISBN 978-3-95565-467-2
- Suska Döpp: Jüdische Jugendbewegung in Köln 1906 bis 1938. Lit-Verlag, 1997. ISBN 3-8258-3210-4